# カンプチア救国民族統一戦線

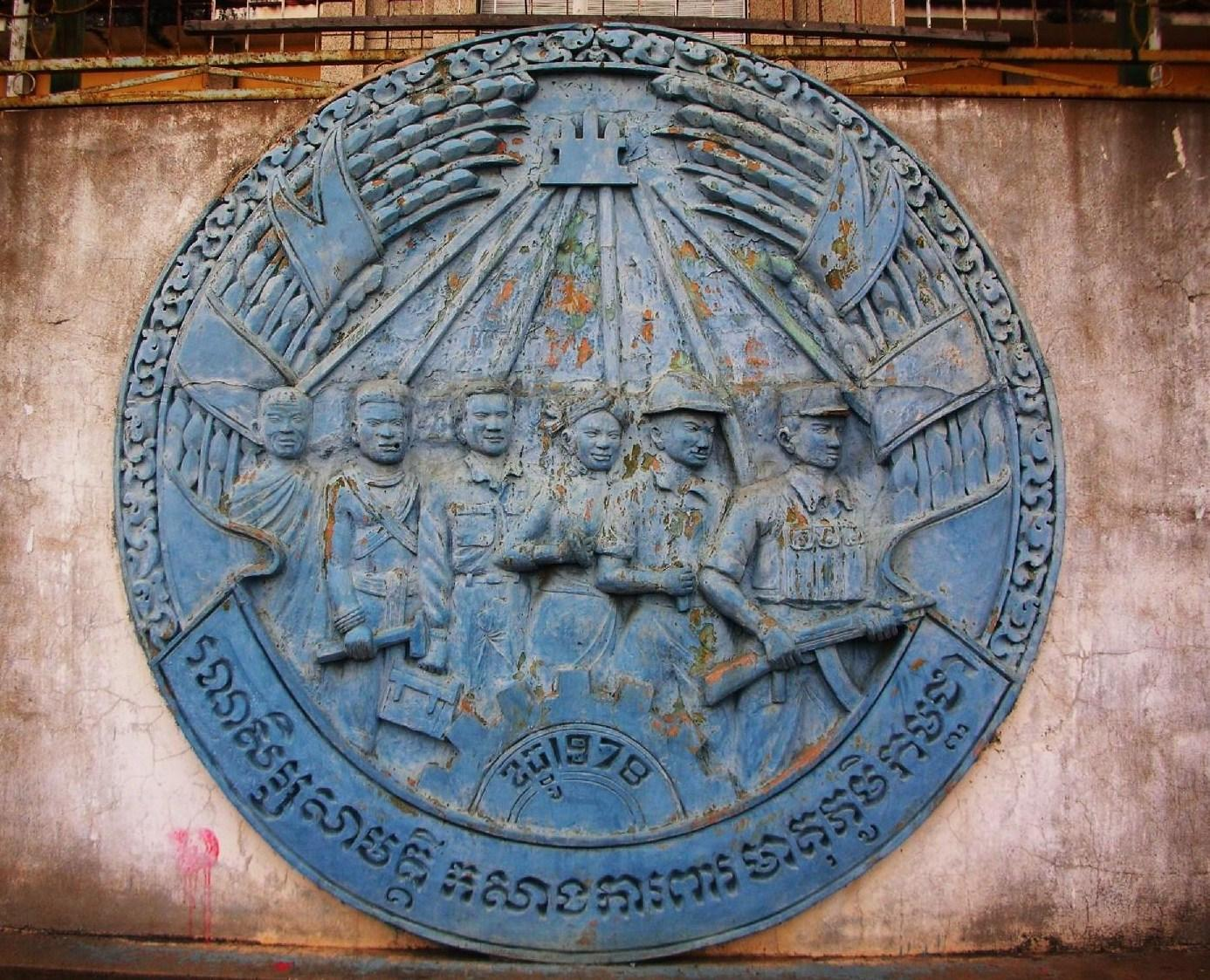
プノンペンの元本部にあるFUNSKのエンブレム。

FUNSKは、黄色の尖塔が5つあるアンコールワットのシルエットの赤い背景の旗を選び、カンプチア人民共和国の旗と宣言した。

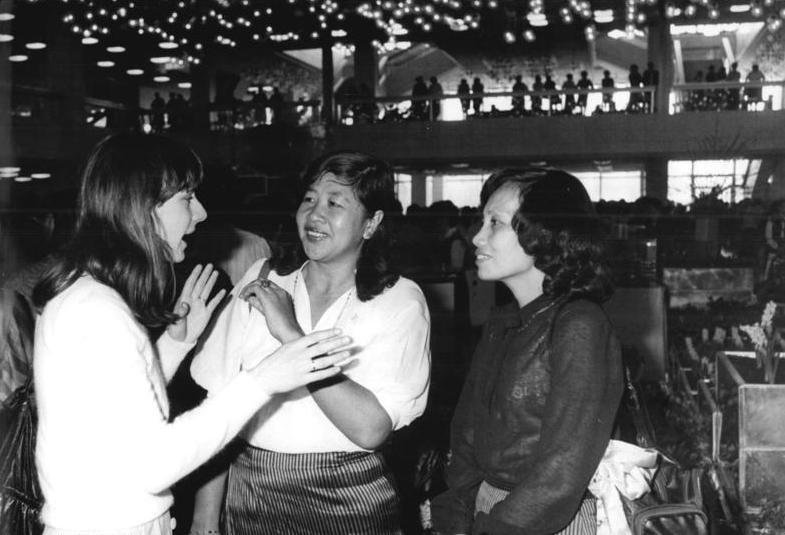
1987年、東ドイツで開かれたドイツ民主婦人連盟大会に出席したカンプチア革命婦人協会（KRWA）の指導者 Nuth Kim Lay と Res Sivanna 。

カンプチア救国民族統一戦線（カンプチアきゅうこくみんぞくとういつせんせん、フランス語: Front d'Union nationale pour le salut du Kampuchea、FUNSK、英語: Kampuchean (or Khmer) United Front for National Salvation、KUFNS）は、後のカンプチア人民共和国（ヘン・サムリン政権）の母体となった反ポル・ポト派の政治的・軍事的組織。
ポル・ポト派の粛清を逃れベトナムへと逃亡した元クメール・ルージュ地方幹部らによって1978年12月2日に結成され、同年12月25日にはベトナム軍の支援を受けてカンボジアに侵攻、1979年1月7日に首都プノンペンを制圧し、民主カンプチア（ポル・ポト派＝クメール・ルージュ政権）を崩壊させた。その後、ヘン・サムリンを国家評議会議長とするカンプチア人民共和国の成立が宣言され、カンプチア救国民族統一戦線は、ポル・ポト政権下で荒廃しきった国家を立て直す礎として活動した。なお組織が拡大し、またカンボジアが歴史的に変化を遂げていくのに合わせて、数度にわたり組織の名称を変えている。

## 沿革

### カンプチア救国民族統一戦線（1978年 - 1981年）
カンプチア救国民族統一戦線（以下 FUNSK ）は、政治的にはマルクス主義政党カンプチア人民革命党（KPRP）の包括的組織（umbrella organization）である。
1977年、カンボジア東部で血の粛清を行ったクメール・ルージュ（ポル・ポト派）の反ベトナム政策と相容れないカンボジア人共産主義者らは、クメール・ルージュからカンボジア東部のクラチエ州一帯を解放し、クラチエ近郊でFUNSKを結成した。クメール人社会主義勢力の過激派の中にはFUNSK結成日の1978年12月2日を「再建大会（"Reunion Congress"）」と呼ぶものもあった。
ポル・ポト政権に対する反政府運動を拡大し、ポル・ポト派の恐怖政治を打破することを目的として結成されたFUNSKは、国の再建策として11の案を掲げた。これらの案は国民にカンプチア人民共和国（PRK）建国後の国家再建への支援を促すだけではなく、クメール・ルージュよりもより穏健・実践的かつ人道的なアプローチをとることによって、新国家の親ソ連的体制への支持を働きかけるものであった。
なおFUNSK幹部はカンプチア人民革命党（KPRP）の共産主義者が占め、カンボジア仏教徒といった非共産主義者幹部、あるいは女性幹部は、ごく僅かであった。
ポル・ポト派や世界各国の間には、このカンプチア人民共和国がベトナムの傀儡政権であると決め付ける声もあった。

### カンプチア国家建設・防衛統一戦線（1981年 - 2006年）
プノンペン解放から2年後の1981年、救国戦線（FUNSK）は組織名をカンプチア国家建設・防衛統一戦線（英語: Kampuchean United Front for National Construction and Defence、KUFNCD、フランス語: Front d'union pour l'edification et la defense de la patrie du Cambodge、UFCDK）へと改めた。同組織はカンプチア人民共和国の建国から何年もの間、カンボジア国家における親ベトナムの主要な政治組織であり、カンプチア人民共和国の憲法第3条では「カンプチア国家建設・防衛統一戦線および革命的な各大衆組織は、国家の確固たる支持基盤であり、国民が各々の革命的任務を果たすことを奨励・鼓舞するものである」とその役割を規定された。

### カンボジア祖国発展連帯戦線（2006年以降）
2006年4月29日、プノンペンで開かれたカンプチア国家建設・防衛統一戦線第5回大会で、組織名をカンボジア祖国発展連帯戦線 （英語: Solidarity Front for Development of the Cambodian Motherland、略称 SFDCM、フランス語: Front de solidarite pour le developpement de la Patrie du Cambodge）に改称した。
かつて非常に重要な役割を担ってきた「戦線」も、今日のカンボジア政治においてはその重要さを失っている。

## 中央委員会構成
1978年12月2日の結成式に参加した統一戦線中央委員は、以下の14人である。
- ヘン・サムリン議長（元クメール・ルージュ）
- チア・シム副議長（元クメール・ルージュ）
- ロス・サマイ（クメール・イサラク）
- マット・リ（元クメール・ルージュ）
- ブン・ミ（元クメール・ルージュ）
- フン・セン（元クメール・ルージュ）
- メアン・サマン夫人（元クメール・ルージュ）
- メアス・サムナン（元クメール・ルージュ）
- ネウ・サモン（クメール・イサラク）
- ロン・シム師（僧侶）
- ヘム・サミン（クメール・イサラク）
- チェイ・カン夫人
- チャン・ヴェン
- プラク・スン

## 役割
組織の役割としては、党の政策を大衆に伝え、監視者として働き、いわゆる「農労軍事同盟（worker-peasant alliance）」をより強固なものにするため党大会などに大衆を動員することなどが挙げられる。このため組織の幹部には、大衆と密接な関係を保ち、その要求や問題を当局に報告したり、大規模なキャンペーンを実施して政権の支持固めを行ったり、人々の間に「競争」が生まれるよう働きかけることなどが求められた。また幹部は、各村やコミューンにおける救国戦線活動者間のネットワークを構築し、その役割を調整する責任もあった。こうした場合併せて人民啓発集会を催したり、村人を救国戦線の宣伝のための横断幕や掲示板のペンキ塗り作業に駆りだしたりしたため、こうした労力をもっと生産的な活動に向けるべきと考える人々からは怒りの眼差しを向けられた。組織は「ベトナムの人民、軍及び専門家」との関係改善を目的とした「友好親善」活動にも携わった。また、仏僧を「グループや派閥に属すといった狭いものの見方を棄て」、救国戦線の革命活動に積極的に参加するように再教育することも重要な役割のひとつであった。
今日の後継組織であるカンボジア祖国発展連帯戦線（SFDCM）は、カンボジア政府に代行してスポーツ大会や見本市といった国際イベントを開催している。

## 関連組織
カンプチア国家建設・防衛統一戦線の関連組織で、規模が大きくかつ重要な組織に以下のものがある:
- カンプチア労働組合連合（Kampuchean Federation of Trade Unions、KFTU）。1983年12月での組合員数は6万2千人。公式には「経済・行政管理のため労働者階級の訓練学校」と称された。

- カンプチア人民革命青年連合（Kampuchean People's Revolutionary Youth Union、KPRYU）。将来人民革命党（KPRP）の幹部候補となる15歳から26歳までの人材を養成する組織。別名「マルクス主義の学校」。1987年3月に開かれた第2回青年連合大会には、全国各地の村、工場、企業、病院、学校、役所、軍隊などから5万人以上が集まった。

- カンプチア革命青年協会（Kampuchean Revolutionary Youth Association、KRYA）。9歳から16歳までの児童80万人が所属する。

- カンプチア青年開拓団（Kampuchean Young Pioneers Organization、KYPO）。カンプチア人民革命青年連合（KPRYU）およびカンプチア革命青年協会（KRYA）のいずれの対象年齢よりも低い就学前の児童45万人が所属する。

- カンプチア革命婦人協会（Kampuchean Revolutionary Women's Association、KRWA）。1983年10月の時点での所属者数は92万3千人。

## 記念日
カンプチア国家建設・防衛統一戦線傘下のすべての組織は、以下の日に集会を開いて国民に各記念日を認知させた。
- カンプチア-ベトナム連帯の日（Kampuchea-Vietnam Solidarity Day） - 2月18日
- 憎しみの日（Day of Hatred） - 5月20日（ポル・ポト、イエン・サリ、キュー・サムファン派の行った虐殺と、シハヌーク、ソン・サンら保守派（反革命派）に対する憎しみの日）
- 人民と軍の連帯の日（Day of Solidarity between the People and the Army） - 6月19日